# 毛利莫
毛利 莫（もうり さだむ、1841年（天保12年9月）- 1920年（大正9年）2月22日）は、幕末の熊本藩士、明治期の公吏・政治家。衆議院議員。名・崧、字・維嶽。号・北冥、天禄園丁。

## 経歴
豊後国大分郡高田郷鶴崎村（大分県大分郡鶴崎村、鶴崎町、鶴崎市を経て現大分市鶴崎）で、儒学者毛利空桑の五男（第五子）として生まれた。父から漢学を、剣術は塚本寿八郎、体術は江口太郎右衛門、槍術は富田十郎右衛門、踏水術は武田太郎七、砲術は財津勝之助にそれぞれ師事した。
尊王派として活動した父の働きを担った。1866年（慶応2年12月）熊本藩文武芸唱方となり別府に出張。1867年（慶応3年）長岡護美の上京に随行。1869年（明治元年12月）藩校時習館の居寮生となる。その後、鶴崎兵隊唱役助勤に就任。1871年（明治4年）高田村（現大分市）に移り帰農した。父が兄らと大楽源太郎庇護の罪により熊本で入獄し、この件に莫は無関係であったが連座して獄に繋がれ、一年後に出獄した。
1874年（明治7年）第八大区九小区長に就任し、区民に新しい製茶法を奨励。1876年（明治9年）大分県15等出仕となり、同年12月、司法省15等出仕に転じ、熊本裁判所（現熊本地方裁判所）で勤務し、1877年（明治10年）熊本区裁判所に異動。西南戦争により郷里に避難し、その後退官した。大分県庁に出仕して県当分判任雇入警部心得となり、十等警部、九等警部を経て、1878年（明治11年）11月、玖珠郡長に就任。1885年（明治18年）2月、大分県師範学校長に転じ、同年9月に退職し帰郷した。
1889年（明治22年）夏、条約改正案が公表され、これに対して反対の署名を集め、非条約改正案建白書を元老院に提出した。また同志と豊州会を組織して幹事長に就任し、1892年（明治25年）鶴崎愛郷会が結成されると会長となった。
1894年（明治27年）9月、第4回衆議院議員総選挙（大分県第1区、国民協会）で当選。この際に選挙運動費は葉書代金のみであった。衆議院議員に1期在任し、1896年（明治29年）3月の第9帝国議会に「大分県豊後国佐賀関海峡ニ灯台及浮標設置ニ関スル建議案」を莫外二名で提出し、異議無く採択され、関埼灯台の建設に貢献した。
晩年は悠々自適の生活を送り、1920年2月、鶴崎船頭町の自宅で没した。

## 国政選挙歴
- 第1回衆議院議員総選挙（大分県第2区、1890年7月、豊州会）落選[1][6]
- 第2回衆議院議員総選挙（大分県第1区、1892年2月）落選[6]
- 第4回衆議院議員総選挙（大分県第1区、1894年9月、国民協会）当選[4]
- 第6回衆議院議員総選挙（大分県第1区、1898年8月、無所属）落選[4]